# 보천선
보천선(普天線)은 량강도 보천군에 있는 가림역과 같은 군내의 량강대평역(평물역이라고도 함.)을 연결하는 조선민주주의인민공화국의 철도노선이다

## 노선 정보
- 구간과 거리 : 가림역—량강대평역(평물역)
- 역 수 : 8(양단역 포함)
- 궤도 간격 : 762mm(협궤)
- 전철화 구간 : 가림역—보천역(직류 3000V)다
- 복선 구간 : 없음

## 역 목록
| 역이름             | 영업 거리 (km) | 접속노선 | 소재지        |
| ------------------ | -------------- | -------- | ------------- |
| 가림(佳林)         | 0.0            | 삼지연선 | 량강도 보천군 |
| 보천(普天)         |                |          | 량강도 보천군 |
| 곤장덕(棍杖德)     |                |          | 량강도 보천군 |
| 내곡(內曲)         |                |          | 량강도 보천군 |
| 온수(溫水)         |                |          | 량강도 보천군 |
| 대진(大鎭)         |                |          | 량강도 보천군 |
| 려수(麗水)         |                |          | 량강도 보천군 |
| 량강대평(兩江大坪) |                |          | 량강도 보천군 |

- 전체 열차는 위연역에서 출발함.

## 참고 문헌
- 고쿠부 하야토(国分隼人), 《장군님의 철도―북조선 철도사정》, 新潮社, 2007, ISBN 978-4-10-303731-6